# Francisco de Paula de Gouveia Lobo de Ávila
Francisco de Paula de Gouveia Lobo de Ávila OTE • ComA • CvNSC (Lagoa, 23 de Julho de 1801 — Porto, 27 de Outubro de 1887) foi um militar do Exército Português, onde se reformou no posto de general de divisão, que se distinguiu durante a Guerra Civil Portuguesa e exerceu importantes funções de comando e políticas durante o setembrismo e no período da Patuleia, tendo sido membro da Junta Governativa do Porto. Foi irmão do político Joaquim Tomás Lobo de Ávila, 1.º Conde de Valbom.

## Biografia
Era filho de Joaquim Anastácio Lobo de Ávila (? - 7 de Janeiro de 1884), Capitão e Coronel de Infantaria, que fez toda a Guerra Peninsular e foi condecorado no campo da Batalha de Albuhera, em 1811, em que os Exércitos Aliados derrotaram o General Soult, proprietário e lavrador abastado, e de sua mulher Mariana Vitória de Mendonça Pessanha Mascarenhas, irmão de Amândio José Lobo de Ávila, José Maria Lobo de Ávila e Joaquim Tomás Lobo de Ávila, 1.º Conde de Valbom, e tio paterno de Artur Eugénio Lobo de Ávila e Carlos de Orta Lobo de Ávila, um dos Vencidos da Vida. O pai era de origem transmontana, da Casa de Chavães em Baião, a mãe pertencia a uma das mais distintas famílias algarvias.
Destinado a seguir a carreira militar, como era tradição na família, concluídos os estudos preparatórios, frequentou o curso da Academia de Marinha, revelando-se um aluno distinto, premiado em todos os três anos de estudos. Já depois da Revolução do Porto e da implantação do vintismo, e assentou Praça a 10 de Fevereiro de 1823 como voluntário no Regimento de Infantaria N.º 10. Incorporado naquele Regimento, com o qual entrou nas lutas contra os Miguelistas, participou na resistência à restauração do Absolutismo durante os anos de 1826 e 1827, nomeadamente nos combates da Ponte da Cabra e de Coruche.
Mantendo-se no Regimento de Infantaria N.º 10, em Junho de 1827 passou a Cadete, sendo a 9 de Julho do mesmo ano promovido a Alferes, no mesmo Regimento, iniciando assim a sua carreira de Oficial do Exército Português. Partidário do Liberalismo, participou em 1828 na tentativa de resistência ao governo de D. Miguel I de Portugal, quando este deu o Golpe de Estado, que motivou a sublevação de grande parte do Exército, combateu entre as forças liberais, tendo participado no combate da Cruz dos Morouços. Com a derrota das forças liberais, foi obrigado a refugiar-se na Galiza com o grosso das forças militares do partido liberal. Distinguiu-se no estratagema e celebrizou-se nesta época por ter salvo as bandeiras regimentais do confisco pelos militares espanhóis, escondendo uma sob a sua roupa e outra sob a roupa do porta-bandeira regimental, um militar de nome Girão.
Seguindo o destino da chamada emigração liberal, foi expulso da Galiza e exilou-se na Inglaterra, Grã-Bretanha e Irlanda, permanecendo no aquartelamento de Plymouth em que os refugiados portugueses foram instalados. em 1831 partiu de Plymouth para a ilha Terceira, nos Açores, onde as forças liberais se concentraram em preparação da guerra civil que se antevia. Na ilha Terceira foi inicialmente integrado na Companhia de Sapadores de Angra e depois adido ao Batalhão de Artilharia de Angra, sendo promovido a Tenente em Outubro daquele ano e colocado no Batalhão de Artilharia N.º 1 com o qual participou na conquista das ilhas de São Jorge e do Faial e depois na tomada da ilha de São Miguel, participando no combate da Ladeira da Velha. Durante a sua permanência em São Miguel foi Inspector do Arsenal.
Foi um dos Bravos do Mindelo, integrando as tropas liberais que protagonizaram o Desembarque do Mindelo em 1832, acompanhando D. Pedro IV de Portugal na entrada na cidade do Porto. Durante o Cerco do Porto exerceu as funções de Ajudante de Campo do Comandante Geral de Artilharia. Distinguiu-se na acção de 14 de Novembro, ao Sul do Rio Douro, que teve como resultado a inutilização duma Bateria de Artilharia Miguelista, o que lhe mereceu a concessão do grau de Oficial da [[Real Ordem Militar da Torre e Espada. Fez toda a campanha liberal, participando nas principais batalhas da Guerra Civil Portuguesa, distinguindo-se por diversas vezes. Feito Capitão do Estado-Maior a 4 de Abril de 1833, ainda mostrou o seu valor nas Linhas de Lisboa, nos combates de Amarante e Castro Daire e na Batalha de Asseiceira, na qual foi condecorado como Cavaleiro da Real Ordem Militar de Nossa Senhora da Conceição de Vila Viçosa. Terminada a Guerra Civil Portuguesa, foi feito Comendador da Real Ordem Militar de São Bento de Avis e foi sucessivamente nomeado Chefe do Estado Maior da 6.ª Divisão, promovido a Major e a Tenente-Coronel e nomeado Chefe do Estado Maior da 3.ª Divisão.
Na política, em que ingressou e foi eleito Deputado por Ovar, foi enérgico adversário de António Bernardo da Costa Cabral, acompanhou a Revolução no Porto, foi Ministro Encarregado dos Negócios da Guerra na Junta por ela nomeada, e organizou as forças partidárias desta Junta. Depois da Convenção de Gramido, a 30 de Junho de 1847, manteve-se alheado da política até 1854 e foi promovido a General de Divisão em 1864. Em Dezembro deste ano, o Governo, de que fazia parte seu irmão, Joaquim Tomás Lobo de Ávila, como Ministro da Fazenda, pretendeu conferir-lhe a Medalha de Ouro de Valor Militar, a Medalha de Prata de Comportamento Exemplar e a Medalha de Prata de Bons Serviços, mas a Oposição, que era muito viva, manifestou-se nos seus jornais contra a intenção do Governo e, nesta campanha, que ficou conhecida pelo nome de Cruz de Soutulho, formularam-se acusações tão violentas contra si que teve que pedir a reforma e procurar em Santarém e, mais tarde, no Porto, uma vida retirada. Como a Oposição o tivesse acusado de se ter aproveitado da sua situação na Junta do Porto para obter certas vantagens materiais e de haver contribuído para o assassínio do Advogado Agostinho Júlio, seu filho Rodrigo Lobo de Ávila replicou a todos os panfletos publicados com uma memória intitulada O General Francisco de Paula Lobo de Ávila e os Seus Detractores, Lisboa, 1865. Publicou-se, na mesma ocasião, em defesa do General Lobo de Ávila, um folheto, que se julgou escrito por ele próprio, e intitulado A Questão da Concessão das Medalhas Militares ao General Lobo de Ávila. A campanha da Oposição forçou Joaquim Tomás Lobo de Ávila a sair do Governo, que teve de ser remodelado porque outros Ministros o acompanharam na demissão.

### Condecorações
- Oficial da Real Ordem Militar da Torre e Espada
- Comendador da Real Ordem Militar de São Bento de Avis[2]
- Cavaleiro da Real Ordem Militar de Nossa Senhora da Conceição de Vila Viçosa (1834)[2]

## Casamento e descendência
Casou com Teresa Adelaide Ribeiro Teles da Silva (Santarém, c. 1807 - Baião, Ovil, 12 de Agosto de 1883), Senhora da Casa de Chavães, em Ovil, Baião, filha de Rodrigo Ribeiro Teles da Silva, de Santarém, e de sua mulher Quitéria Delfina Ribeiro Borges, com geração, incluindo Rodrigo de Gouveia Lobo de Ávila.